# Air Rescue Pfalz
Air Rescue Pfalz war der Funkrufname eines in Sembach stationierten Intensivtransporthubschraubers der Johanniter-Unfall-Hilfe, der 2019 durch Christoph 66 ersetzt wurde. Air Rescue Pfalz konnte für Sekundäreinsätze genutzt werden, allerdings konnte er auch bei Bedarf von Rettungsleitstellen für Primäreinsätze angefordert werden. Die zuständige Leitstelle für Primäreinsätze war die ILS Kaiserslautern und für die Sekundäreinsätze war die JASI Mainz zuständig.

## Geschichte
Mit Schreiben vom 19. Oktober 2018 informierte die Johanniter Luftrettung (JLR) das zuständige Ministerium des Innern und für Sport des Landes Rheinland-Pfalz (MdI RLP) über die bevorstehende Stationierung eines Transporthubschraubers in Sembach und die Möglichkeit des subsidiären Einsatzes im Rettungsdienst. Am Montag, dem 22. Oktober 2018, wurde dann ein Hubschrauber der JLR für den Interhospitaltransfer (IHT), d. h. für innerklinische Transporte zwischen den Krankenhäusern des Westpfalz-Klinikums (WKK), zunächst auf dem ehemaligen US-Airfield in Sembach in der Verbandsgemeinde Enkenbach-Alsenborn im Landkreis Kaiserslautern stationiert. Angedacht war ein einjähriger Probebetrieb bis zum 30. September 2019. Eine spätere Verlegung nach Imsweiler in der damaligen Verbandsgemeinde Rockenhausen im Donnersbergkreis war bereits in Planung, wurde aber nicht mehr umgesetzt. Der neue Hubschrauber für die Westpfalz wurde am 19. Oktober 2018 im Beisein von Vertretern aus Politik und Verwaltung der Öffentlichkeit vorgestellt; Printmedien, Rundfunk und Fernsehen berichteten tagesaktuell hierüber. Die Bürgerinitiative Christoph Kaiser hatte bereits seit 2011 einen Helikopter für die Westpfalz gefordert. Am 22. Oktober 2018 ging Air Rescue Pfalz in Betrieb, ohne im öffentlich-rechtlichen Rettungsdienst-System integriert zu sein. Wenn ein Interhospitaltransfer nicht über die Krankenkasse finanziert wird, sondern von der Klinik selbst, unterliegt der ITH nicht dem Landesrettungsdienstgesetz. Das WKK hat jährlich einen Eigenbedarf von circa 5 Flügen. Der Großteil der Einsätze wurde subsidiär als Notarztzubringer in der Region um Kaiserslautern geflogen (in den zehn Wochen im Jahr 2018: 135 Primäreinsätze und 20 Sekundäreinsätze). Dies zeigte den Bedarf eines Hubschraubers in der Region. Insgesamt wurden 1028 Einsätze geflogen. Daraufhin weigerten sich Krankenkassen zuerst die Kosten zu übernehmen. Eine Einigung zur Vergütung wurde gefunden. Der bezahlte Flugminutenpreis von rund 50 Euro lag dabei unter dem üblichen Regelsatz von 66 Euro, da keine Vorhaltungskosten enthalten waren. Am 2. September 2019 ging der Helikopter außer Dienst, nachdem Christoph 66 der ADAC Luftrettung in Dienst ging und die Leitstelle in Kaiserslautern angewiesen wurde, Air Rescue Pfalz nicht mehr zu alarmieren. Dieser hatte die Ausschreibung für den einjährigen Probebetrieb eines Dual-Use-Rettungshubschraubers gewonnen.